# Decreto de Estabelecimento de 1701
O Decreto de Estabelecimento (em inglês: Act of Settlement) foi um Ato do Parlamento de Inglaterra aprovado em 1701 com o intuito de limitar a sucessão aos tronos de Inglaterra e Irlanda à Sofia, Eleitora de Hanôver (neta de Jaime I) e seus descendentes protestantes.
O decreto foi impulsionado pela incapacidade de Guilherme III & II e Maria II, além de sua irmã Ana, de produzirem herdeiros e pelo fato de todos os outros membros da Casa de Stuart serem católicos. A linhagem de Sofia era a menos graduada dentre os Stuart, mas consistia de protestantes convictos. Sofia morreu em 8 de junho de 1714, pouco antes da morte de Ana em 1 de agosto de 1714, assim seu filho mais velho se tornou o rei Jorge I da Grã-Bretanha, o primeiro monarca britânico da Casa de Hanôver.
O decreto teve papel fundamental na formação do Reino da Grã-Bretanha. A Inglaterra e Escócia partilhavam o monarca desde 1603, porém ainda eram entidades governamentais separadas. O parlamento escocês estava mais relutante do que o inglês para abandonar a Casa de Stuart, cujos membros eram monarcas da Escócia desde antes de se tornarem também da Inglaterra. A pressão inglesa para que a Escócia aceitasse o Decreto de Estabelecimento levou à união parlamentar dos dois países em 1707.
Qualquer um que se torne católico, ou se case com um católico, se desqualifica para herdar o trono sob o Decreto de Estabelecimento. O decreto também limita o papel de estrangeiros no governo britânico e no poder do monarca em relação ao parlamento, apesar de algumas disposições terem sido alteradas por legislações posteriores.
Junto com a Declaração de Direitos de 1689, o Decreto de Estabelecimento ainda permanece como uma das principais leis constitucionais governando a sucessão não apenas do trono do Reino Unido, porém daqueles países pertencentes aos Reinos da Comunidade de Nações, seja por deferência disposta por um reino para o ato como um estatuto britânico ou como parte patriada de constituição de um determinado domínio. O Decreto de Estabelecimento não pode ser alterado em nenhum reino exceto pelo parlamento do mesmo, por convenção, e apenas com a aprovação dos outros reinos, já que ele aborda a sucessão da coroa de todos.

## Antecedentes

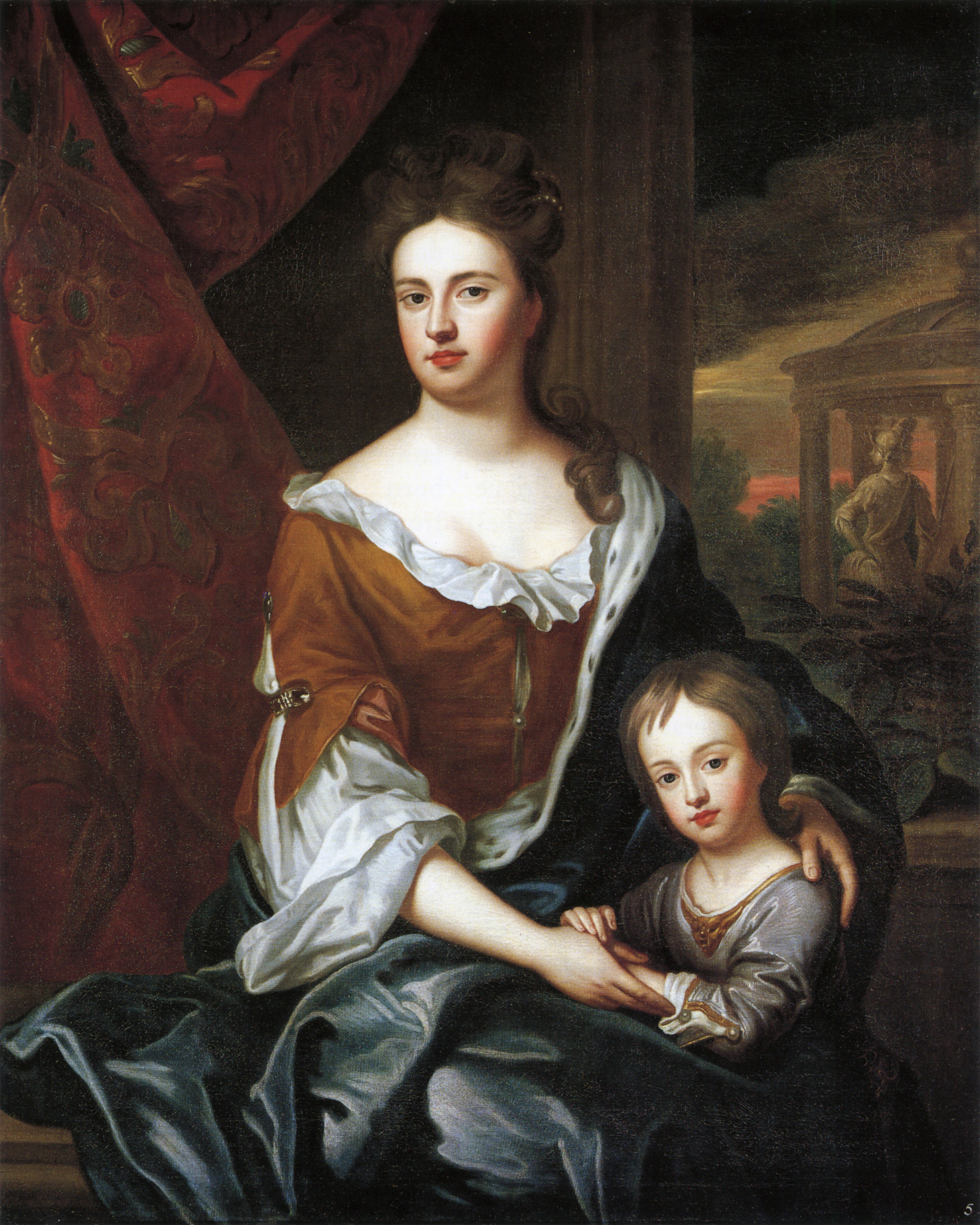
A Princesa Ana de Dinamarca e seu filho Guilherme, Duque de Gloucester, cuja morte precoce em 1700 foi um evento precursor do Ato de Estabelecimento.

Após a Revolução Gloriosa, a linha de sucessão ao trono inglês passou a ser regida pelos termos da Declaração de Direitos de 1689 que declara, dentre outros aspectos, que a fuga de Jaime II para a França durante a invasão liderada por Guilherme III de Orange representou uma abdicação voluntária do trono. Paralelamente, o tratado também estipulava que Maria, Princesa de Orange e seu esposo Guilherme de Orange (que era também sobrinho de Jaime II) eram os sucessores legítimos do monarca anterior e os eventuais descendentes protestantes de ambos eram os herdeiros ao trono. A filha mais nova de Jaime II, Ana, Princesa de Dinamarca e Noruega, também foi incluída na declaração como uma possível sucessora de sua irmã caso esta não gerasse herdeiros. Durante os debates sobre a proposta de lei, a Câmara dos Lordes sugeriu sem sucesso incluir Sofia de Hanôver e seus descendente à linha de sucessão, mas a medida não foi aprovada pela Câmara dos Comuns. 
Em 1694, Maria II morreu sem deixar herdeiros e Guilherme III não contraiu um novo matrimônio, reinado sozinho até sua própria morte em 1702. Em 1700, Guilherme, Duque de Gloucester — único filho sobrevivente da Princesa Ana e suscetível herdeiro ao trono — faleceu após complicações de saúde aos onze anos de idade. Ana, que contava 35 anos de idade na época, tornou-se a única pessoa na linha de sucessão ao trono. A Declaração de Direitos excluía o direito sucessório de Jaime II e seus descendentes católicos, mas não estipulava um plano sucessório em caso de ausência de herdeiros da Princesa Ana. O Parlamento inglês, então, passou a debater a transferência do trono a Sofia, Eleitora de Hanôver e seus descendentes de forma a garantir a continuidade da Coroa inglesa entre os descendentes protestantes de Jaime Stuart.

## Conteúdo
O Ato de Estabelecimento determinava que o trono inglês deveria ser transferido a Sofia, Eleitora de Hanôver – uma neta de Jaime I e sobrinha de Carlos I – e seus descendentes, mas excluía "para sempre (...) todo e qualquer indivíduo que seja ou seja reconciliado ou esteja em comunhão com a Sé ou Igreja de Roma ou professe a religião papista ou se case com um Papista". Desta forma, o decreto impedia oficialmente a ascensão de católicos ou nobres casados com católicos ao trono inglês.

### Provisões adicionais

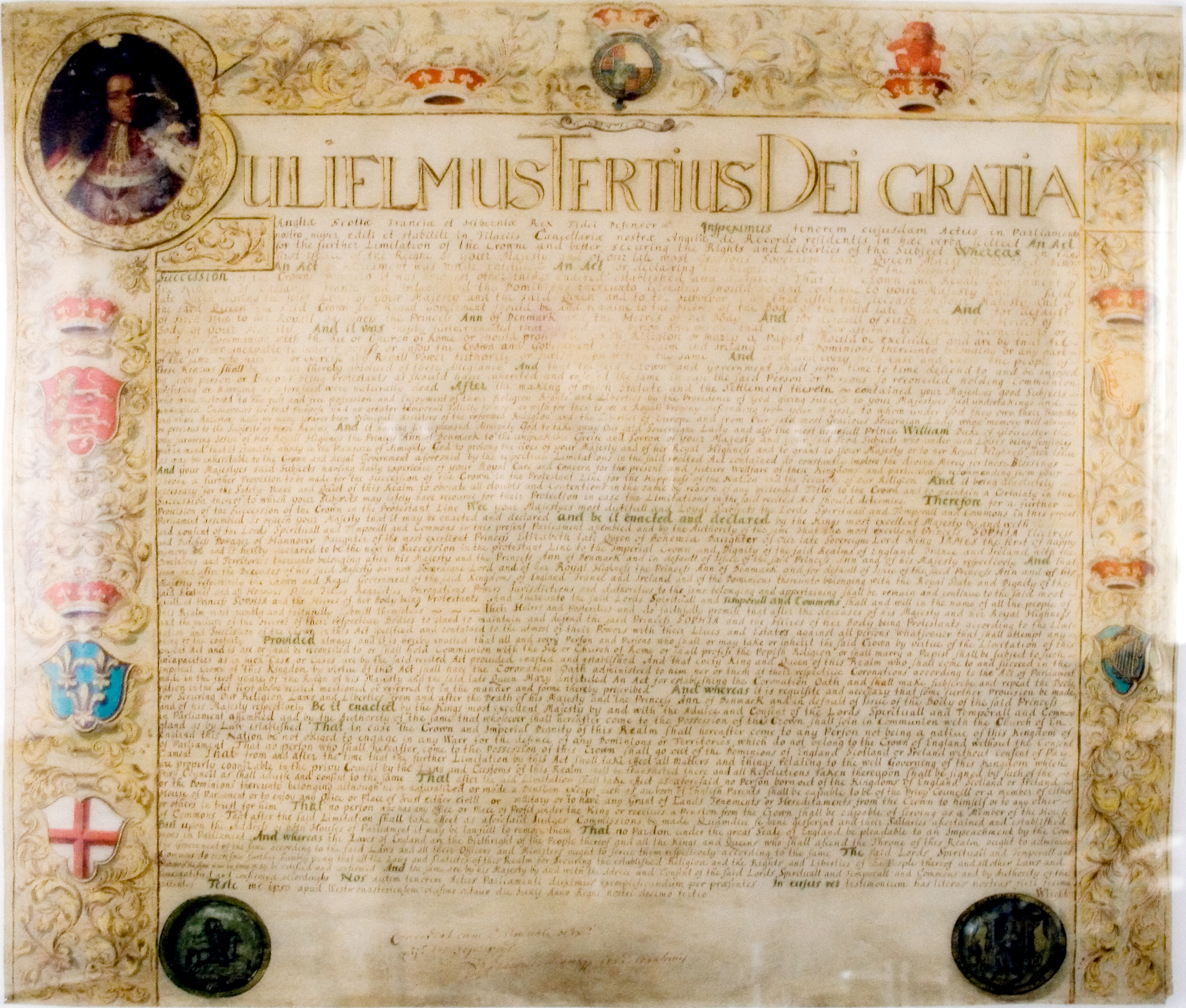
Fac-símile do Decreto de Estabelecimento enviado a Sofia de Hanôver. O cabeçalho do documento "VLIELMVS TERTIVS DEI GRATIA" traduz-se como "Guilherme III, pela graça de Deus" em referência ao reinado deste na época em que o Ato foi aprovado.

O Decreto de Estabelecimento continha ainda outras oito provisões adicionais que só entrariam em vigor após a morte de Guilherme III.
I. "O monarca deve estar integrado em pela comunhão com a Igreja da Inglaterra".
Esta medida visava garantir a continuidade da Igreja de Inglaterra como a religião estatal e impedir eventuais esforços políticos dos jacobitas ou outros pretendentes católicos em reassumir o trono. Além de seu governo altamente centralizado, o catolicismo fervoroso de Jaime II era amplamente interpretado como um ponto focal das tensões politicas e sociais que só foram resolvidas com a ascensão de Guilherme III e Maria II. 
II. Se um nobre estrangeiro ascender ao trono inglês, o Reino de Inglaterra não irá declarar guerra em defesa de "nenhum domínio ou território não pertencente à Coroa Inglesa sem o consentimento do Parlamento".
O próprio Guilherme III era de origem estrangeira e ocupou a posição de Príncipe de Orange e Estatuder da República das Sete Províncias Unidas concomitantemente com o trono inglês, mas ambas as nações foram mantidas separadas. Esta medida tornou-se relevante após a ascensão da Casa de Hanôver ao trono em 1714, quando o Eleitorado de Hanôver e o Reino da Grã-Bretanha passaram a ser governados em união pessoal. Esta situação perdurou até a ascensão de Vitória ao trono britânico e a sucessão de seu tio, Ernesto Augusto, ao trono hanoveriano. 
III. O monarca não deverá deixar "os domínios de Inglaterra, Escócia e Irlanda sem o consentimento do Parlamento".
Esta medida provavelmente vinha de encontro à breve desestabilização do governo após a fuga de Jaime II e a subsequente perda temporária do Grande Selo do Reino e visava manter o monarca inglês sob fiscalização direta do Parlamento e na execução de seus deveres cerimoniais. Esta cláusula foi revogada em 1716 à pedido de Jorge I que costumava visitar seu país natal, o Eleitorado de Hanôver, regularmente.
IV. Todas as questões de governo submetidas ao Conselho Privado de Sua Majestade devem conter as assinaturas daqueles que se assentaram em conselho.
Historiadores contemporâneos interpretam esta cláusula como uma forma do Parlamento exercer maior controle e fiscalização sobre as políticas de Estado. No entanto, a medida caiu em desuso durante o reinado de Ana em decorrência da monarca reunir-se separadamente com cada um de seus conselheiros.
V. Nenhum nascido "fora dos reinos de Inglaterra, Escócia e Irlanda ou de seus territórios e domínios", mesmo que naturalizado, pode se assentar ao Conselho Privado de Sua Majestade ou em uma das Casas do Parlamento, ou ocupar "um cargo ou posição de confiança, seja civil ou militar, ou ser recipiente de terras, mandatos ou herança da Coroa em seu nome próprio ou de terceiros".
Esta cláusula evidentemente tinha a intenção de manter as posições de alta relevância da sociedade e política inglesa fora do alcance de estrangeiros ou ingleses naturalizados. Entretanto, a medida foi revogada automaticamente pelo Ato de Nacionalidade Britânica de 1981, a partir do qual britânicos e estrangeiros naturalizados gozaram de igualdade de direitos. 
VI. Nenhum encarregado ou pensionado da Coroa deverá tomar posse nas Casas do Parlamento.
Esta medida tinha como finalidade evitar a interferência do poder real sobre as decisões parlamentares e continua em vigor até os dias atuais, salvo algumas emendas e adaptações específicas. Os Ministros da Coroa continuaram permitidos a assumir cargos parlamentares até pouco antes da morte de Ana de forma a manter certo nível de relação com a Coroa, mas os parlamentares precisaram se submeter a novas eleições para reassumir seus lugares no Parlamento após servir no Governo de Sua Majestade.

### Linha de sucessão
A linha de sucessão ao trono foi severamente afetada pelos termos do Ato de Estabelecimento. Jaime Francisco, que havia nascido em 1688 (pouco antes da deposição de seu pai), e seus descendentes foram sumariamente excluídos de qualquer direito ao trono inglês em decorrência de sua confissão católica. O trono foi então colocado como herança dos herdeiros protestantes de Ana, Princesa de Dinamarca e, diante a ausência de novos herdeiros desta, como herança dos herdeiros de sua prima, Sofia de Hanôver. A escolha de Sofia foi complexa e multifacetada, refletindo a necessidade de garantir a continuidade da linhagem de Jaime I enquanto impedia a ascensão de qualquer católico.
- Casa de Stuart
  -  Jaime V, Rei dos Escoceses
    -  Maria, Rainha dos Escoceses
      -  Jaime VI, Rei dos Escoceses
        - Isabel , Rainha da Boêmia
          - (2) Sofia, Eleitora de Hanôver
            -  Casa de Hanôver
              - (3) Jorge Luís, Príncipe-Eleitor de Hanôver
                - (4) Jorge Augusto de Hanôver

        -  Carlos I, Rei de Inglaterra
          -  Carlos II, Rei de Inglaterra
          - Maria, Princesa Real
            -  Guilherme III, Rei de Inglaterra

          -  Jaime II, Rei de Inglaterra
            - Maria II, Rainha de Inglaterra
            - (1) Ana, Princesa de Dinamarca

| Herdeiros ao Trono de Inglaterra (após o Decreto de Estabelecimento) |                                                         |                                        |                                                    | |                    |
| Posição                                                              | Herdeiro                                                | Herdeiro                               | Nascimento                                         | Direito | Casa real          |
| 1                                                                    | Ana, Princesa de Dinamarca                              | Ana Princesa de Dinamarca              | 6 de fevereiro de 1665 (36 anos, 4 meses e 6 dias) | Protestante Filha de Jaime II, Rei de Inglaterra Neta de Carlos I, Rei de Inglaterra                                     | Stuart             |
| 2                                                                    | Sofia, Eleitora de Hanôver                              | Sofia Eleitora-Consorte de Hanôver     | 14 de outubro de 1630 (70 anos, 7 meses e 29 dias) | Protestante Filha de Isabel, Rainha da Boêmia Sobrinha de Carlos I, Rei de Inglaterra Neta de Jaime I, Rei de Inglaterra | Palatinado-Simmern |
| 3                                                                    | Jorge Luís, Príncipe-Eleitor de Hanôver                 | Jorge Luís Príncipe-Eleitor de Hanôver | 28 de maio de 1660 (41 anos e 15 dias)             | Protestante Filho de Sofia, Eleitora de Hanôver Neto de Isabel, Rainha da Boêmia Bisneto de Jaime I, Rei de Inglaterra   | Hanôver            |
| 4                                                                    | Jorge Augusto, Príncipe-Eleitor de Brunsvique-Luneburgo | Jorge Augusto Príncipe de Hanôver      | 30 de outubro de 1683 (17 anos, 7 meses e 13 dias) | Protestante Filho de Jorge Luís, Eleitor de Hanôver Neto de Sofia, Eleitora de Hanôver                                   | Hanôver            |

## Oposição
O ministério Tory que sucedeu ao governo Whig em 1699 assumiu a responsabilidade de discutir a proposta no Parlamento. Como resultado, a medida foi aprovada sem grande oposição com exceção de cinco membros da Câmara dos Lordes, incluindo o Conde de Huntingdon e o Conde de Scarsdale. Enquanto muitos membros do Parlamento expressaram preocupação ou desconforto pela ascensão de uma linhagem estrangeira ao trono, a maioria preferiu "um alemão a um francês".

## Legado
Por diferentes questões, diversos constitucionalistas têm elogiado o Ato de Estabelecimento como uma das principais legislações da história britânica. Henry Hallam considerou o ato como "o selamento das leis constitucionais" do país, enquanto David Lindsay Keir o elencou como "mais importante ainda do que a Declaração de Direitos de 1689".  Para Naamani Tarkow, o Decreto de Estabelecimento "com exceção da Magna Carta, é o mais significativo estatuto da história britânica".

### União com Escócia
O Decreto de Estabelecimento pode ser visto como um precursor dos debates que culminaram na formalização da união entre Inglaterra e Escócia. Em 1704, não satisfeito com as provisões do Decreto de Estabelecimento, o Parlamento da Escócia aprovou o Ato de Segurança que lhe permitiria eleger um monarca próprio após a morte de Ana. Diante disto, o Parlamento inglês compreendeu que a união dos dois países seria vital para manter a continuidade e integridade das decisões do decreto após o fim da linhagem Stuart.

### Sucessão real
Além de excluir Jaime II, que morreu meses depois do Ato de Estabelecimento receber consentimento real, e seus filhos Jaime Francisco Eduardo Stuart ("O Velho Pretendente") e Luísa Maria Teresa Stuart ("a Princesa Real"), o decreto também barrou a sucessão aos descendentes de Henriqueta Ana, a irmã mais nova do antigo monarca. Através da filha de Henriqueta, Ana Maria de Orleães, descende a principal linhagem jacobita depois de 1807.
Sem herdeiros legítimos dos descendentes de Carlos I (no caso, ambas as suas netas faleceram sem filho), o Parlamento não teve escolha a não ser transmitir o direito sucessório a Sofia de Hanôver, filha protestante mais nova de Isabel, Rainha da Boêmia que, por sua vez, era a única filha mulher de Jaime I de Inglaterra. Isabel teve nove filhos, dos quais Sofia era a mais nova e a única a professar a fé protestante sem impedimentos adicionais ao trono inglês sob o Ato de Estabelecimento. Sendo assim, o Parlamento inglês decidiu suplantar o direito de seus irmãos mais velhos, mais especificamente: Luísa Holandina do Palatinado; Carlos I Luís, Eleitor Palatino (e sua filha Isabel Carlota, Duquesa de Orleães); Luís Oto, Príncipe de Salm; e suas  tias Ana Henriqueta, Princesa de Condé e Benedita Henriqueta, Duquesa de Brunsvique-Luneburgo.

### Exclusão de católicos

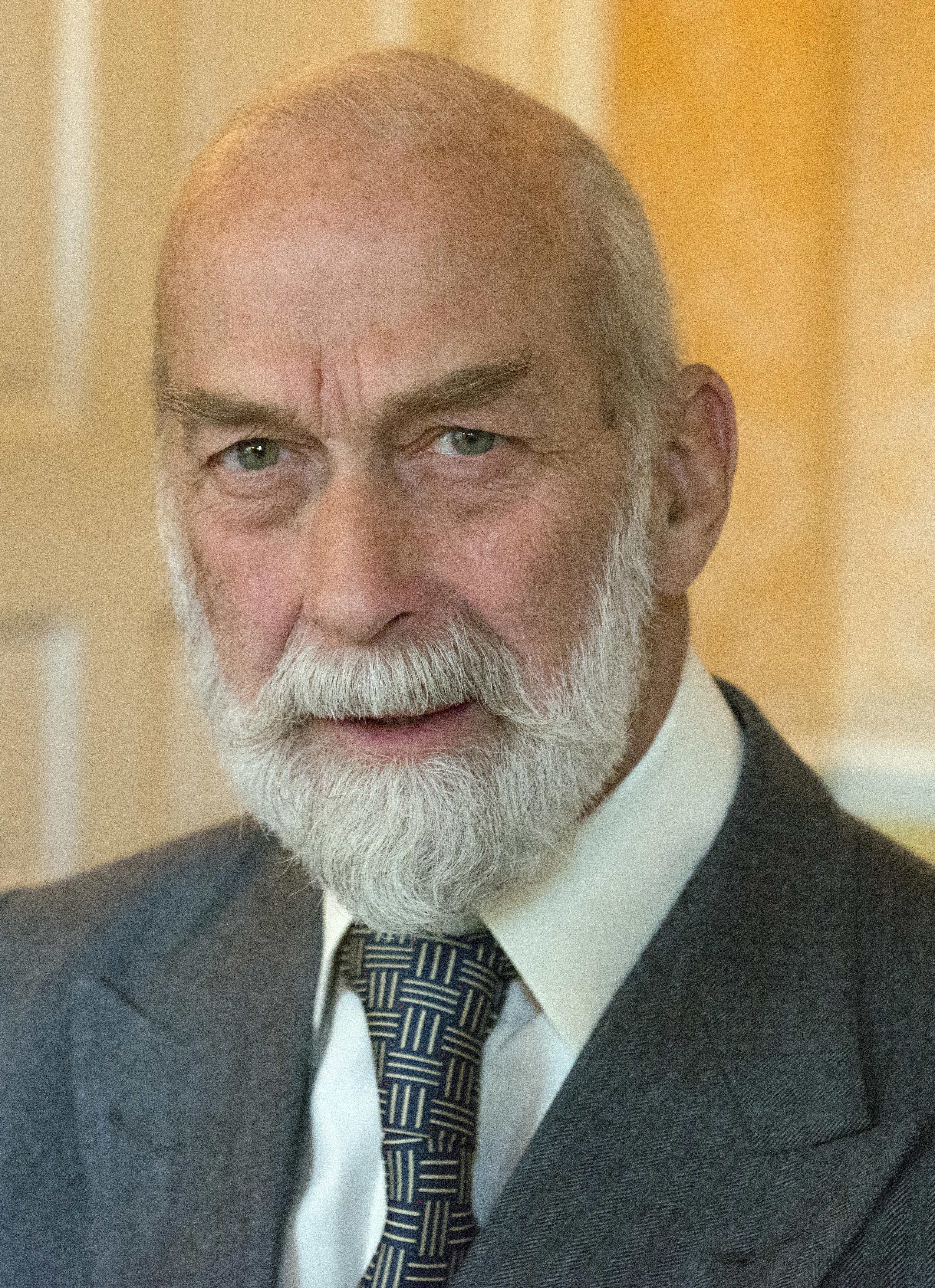
Príncipe Miguel de Kent, neto de Jorge V, foi o mais recente membro da família real britânica excluído da linha de sucessão ao trono por efeito do Decreto de Estabelecimento.

Desde a aprovação do Decreto de estabelecimento em 1701, o principal e mais recente membro da família real britânica a casar-se com um católico romano foi o Príncipe Miguel de Kent, neto do Rei Jorge V, que casou-se com a baronesa Maria Cristina von Reibnitz em 1978. À época de seu casamento e sua exclusão automática, Miguel era o 15° na linha de sucessão ao trono e teve seus direitos restaurados em 2015 quando o Ato de Sucessão à Coroa de 2013 passou a vigorar, sendo reconduzido ao 34° na linha sucessória.
Por outro lado, Jorge Windsor, Conde de St. Andrews é o mais recente descendente de Sofia de Hanôver a ser excluído da sucessão através do Decreto de Estabelecimento. Filho do Duque de Kent, Jorge Windsor casou-se com a católica Sylvana Tomaselli em 1998. Os filhos do casal, Lorde Downpatrick e Marina-Carlota Windsor, também foram excluídos da sucessão ao converter-se ao catolicismo em 2003 e 2008, respectivamente. Poucos meses depois, Peter Phillips, filho de Ana, Princesa Real e sobrinho de Carlos III, casou-se com Autumn Kelly após a conversão desta ao Anglicanismo, o que manteve seu lugar na linha de sucessão.
Outro caso intrigante é o de Catarina, Duquesa de Kent que converteu-se ao catolicismo em 14 de janeiro de 1994, mas seu marido - o Duque de Kent -  não foi excluído da linha de sucessão pelo fato de seu casamento ter sido quando ambos eram anglicanos, em 1961.

### Condição atual
O Decreto de Estabelecimento foi votado primeiramente pelo Parlamento de Inglaterra, mas passou a vigorar como lei nos demais Domínios Britânicos e Reinos da Comunidade das Nações com base no Tratado de União de 1707, que expandiu a jurisdição de diversas leis inglesas para outros territórios do Império Britânico. De acordo com o Estatuto de Westminster de 1931, o Decreto de Estabelecimento só pode sofrer emendas e alterações após um acordo conjunto de todos os parlamentos dos Reinos da Comunidade das Nações. Em 2011, pouco mais de três séculos após receber o consentimento real e entrar em vigor, o Decreto de Estabelecimento teve grande parte de suas disposições alterada pelo Acordo de Perth e o subsequente Ato de Sucessão à Coroa de 2013.